# Chińskie morze
Chińskie morze – singiel rockowego zespołu Maanam wydany w lutym 2001 roku, promujący dziesiąty album studyjny Hotel Nirwana. Singiel został wydany wyłącznie jako radiowy. Do utworu powstał teledysk w reżyserii Tomasza Nalewajka.

## Lista utworów
1. „Chińskie morze” [Radio Edit] – 3:59

## Twórcy
- Kora – śpiew
- Marek Jackowski – gitary
- Ryszard Olesiński – gitary
- Krzysztof Olesiński – gitara basowa
- Paweł Markowski – perkusja

Gościnnie
- Cezary Kaźmierczak – instrumenty klawiszowe, Hammond
- Barry Kinder – chórki, instrumenty klawiszowe, drumla, perkusja
- Neil Black – skrzypce